# Smrčecký potok
Smrčecký potok je malý vodní tok v Hornosvratecké vrchovině na rozhraní okresů Žďár nad Sázavou a Brno-venkov. Celý tok se nachází v přírodním parku Svratecká hornatina.

## Průběh toku
Smrčecký potok pramení v intravilánu vsi Smrček a v celé své délce teče přibližně jihovýchodním směrem. Po protečením dvěma malými rybníčky pod vsí přijímá jediný významný přítok vlévající se z levé strany a přitékající z dalšího rybníka. Poté se přimyká k silnici Smrček - Nedvědice a vtéká do hlubokého údolí, kde protíná hranici Kraje Vysočina a Jihomoravského kraje. Ze severní strany obtéká hrad Pernštejn a vtéká do stejnojmenné místní části Nedvědice. Zde protéká zahradou vily Mitrovských a u křižovatky silnic se zleva se vlévá do Nedvědičky.